# Sea Tower
Sea Tower, właściwie Makuhari BayTown Central Park West Sea Tower (jap. 幕張ベイタウン・セントラルパークウエスト・シータワー) – apartamentowiec znajdujący się w mieście Chiba w Japonii. Budowa rozpoczęta w roku 2000 zakończyła się w 2001. Budynek jest wysoki na 112,51 metra i liczy 32 piętra. Ostatnie piętro znajduje się na wysokości 108 metrów. Jego powierzchnia użytkowa wynosi 28 465 m². Zaprojektowany został przez Shimizu Construction Company.